# Васконселос, Хосе
Хосе Васконсе́лос Кальдеро́н (исп. José Vasconcelos Calderón; 28 февраля 1882 года, Оахака, — 30 июня 1959 года, Мехико) — мексиканский историк, философ и политический деятель, первый в истории Мексики министр образования (1921—1924), кандидат на выборах президента (1929).

## Биография
Родился в Оахаке. В 1907 году окончил юридический факультет. Входил в литературный кружок Атеней молодёжи. В 1910 году Васконселос принял деятельное участие в Мексиканской революции, поддерживая Франсиско Мадеро и Панчо Вилью. Несколько раз был вынужден эмигрировать в Европу и США. После окончания революции, в президентство Альваро Обрегона, был назначен ректором Национального университета Мехико. Подготовительная школа при Университете (Препаратория) — стала колыбелью нового поколения революционной интеллигенции.
В 1921—1924 годах, занимая пост министра просвещения, проделал на этом поприще большую работу по повышению уровня образования народных масс, развернув программу строительства сельских школ и библиотек, стараясь наладить выпуск общедоступных изданий классиков мировой литературы. В своих воспоминаниях Васконселос утверждал, что подобные планы возникли у него после прочтения сообщений о деятельности Луначарского. Васконселос также сыграл важную роль в становлении мексиканского мурализма, покровительствуя молодым художникам Диего Ривере, Хосе Клементе Ороско, Давиду Альфаро Сикейросу и др.
В 1929 году Хосе Васконселос неудачно баллотировался на пост президента республики, и после попытки организовать восстание вновь отправился в добровольное изгнание, путешествуя по Европе, Азии и Южной Америке. В 1940 году вернулся на родину. Позднее стал ректором университета в Соноре, потом директором Национальной библиотеки в Мехико.
Васконселос оставил обширное литературное наследие: работы по философии, социологии, истории, эссе и автобиографии. В своих работах, таких как «Космическая раса»  (1925) или «Индология», разрабатывал концепцию особой смешанной расы, которая должна возникнуть в процессе метисации народов Латинской Америки и которой предстоит сыграть решающую роль в судьбе человечества. Васконселос также написал автобиографическую тетралогию: «Креольский Улисс» (1935), «Буря» (1936), «Разгром» (1938) и «Проконсульство» (1939). В 1937 году была издана книга Васконселоса «Краткая история Мексики».

## Память
В честь Васконселоса названа библиотека в Мехико.